# مزرعة تولا
مزرعة تولا هي قرية لبنانية من قرى قضاء الكورة في محافظة الشمال.